# Mission de police de l'Union européenne en Afghanistan
La Mission de police de l'Union européenne en Afghanistan, abrégée en EUPOL Afghanistan, est une mission d'appui et de formation de la police en Afghanistan dirigée par l'Union européenne. Elle a aussi comme objectif d'améliorer l'état de droit dans ce pays ravagé par les guerres. La mission a duré de 2007 à 2016.

## Origine
EUPOL Afghanistan fait partie du service européen pour l'action extérieure de l'Union européenne. Il a été mis en place pour aider à surmonter les graves carences de la police locale à la suite des différents conflits. L'amélioration des conditions générales de sécurité est l'un des axes d'efforts importants de la communauté internationale pour l'aide à la reconstruction de l'Afghanistan. La police afghane, à la suite des différentes guerres, avait de graves problèmes de formation, d'organisation ainsi que de corruption. Les forces de sécurité sont aussi une cible majeure pour les terroristes.

## Histoire
EUPOL Afghanistan a été lancée le 30 mai 2007, à la suite de la décision 2077/369/PESC, après des travaux du bureau projet de la Police allemande. En mai 2010, le mandat de la mission a été prolongé jusqu'en mai 2013, par le Conseil de l'Union Européenne; en novembre 2012, il a été prolongé de 18 mois. En décembre 2014, le mandat a été prolongé jusqu'à la fin 2016.

## Activités
EUPOL ne fait pas de maintien de l'ordre. La force soutient et forme la police locale, les Procureur, et autres spécialistes du ministère de l'intérieur. La force a même participé à la création d'une série télévisée policière locale, "Commissaire Amanullah", qui permet de toucher le public, où les niveaux d'alphabétisation sont encore faibles.
EUPOL Afghanistan a également créé une école de police, qui propose un large panel de cours. À partir de septembre 2012, plus de 4 000 policiers Afghans ont participé à ces sessions de formation. La responsabilité de la formation a progressivement été transférée à des instructeurs Afghans.
En juillet 2015, la mission a compté jusqu'à 190 experts - les chiffres varient - provenant de 23 états membres. Environ les deux tiers proviennent des forces de police et le dernier tiers des corps de la magistrature. Pia Stjernvall, Finnois, a été nommé chef de mission en février 2015. Son adjoint est un Estonien, Tarmo Miilits.